# Ortotokojská přehrada
Ortotokojská přehrada (rusky Орто-Токойское водохранилище) je vodní nádrž v Kyrgyzstánu vybudovaná po 2. světové válce na horním toku řeky Ču. 
Nachází se na hranici Narynské a Issykkulské oblasti. 
Hlavní funkcí nádrže je zavlažování zemědělské půdy v této oblasti i jižním Kazachstánu. 